# Samuel Oppong
Samuel Oppong (* 12. Mai 1998 in Kumasi, Ghana) ist ein österreichischer Fußballspieler.

## Karriere
Oppong begann seine Karriere beim SC Red Star Penzing. 2009 kam er in die Jugend des SK Rapid Wien, für den er später auch in der Akademie spielte. Im November 2015 debütierte er für die Amateure von Rapid in der Regionalliga, als er am 16. Spieltag der Saison 2015/16 gegen den FK Austria Wien II in der 75. Minute für Edvin Oraščanin eingewechselt wurde. Im September 2016 wurde er an die Amateure des FC Admira Wacker Mödling verliehen.
Zur Saison 2017/18 wurde er an den Zweitligisten FC Blau-Weiß Linz weiterverliehen. Im August 2017 debütierte er in den zweiten Liga, als er am fünften Spieltag jener Saison gegen die SV Ried in der 60. Minute für Lukas Skrivanek eingewechselt wurde.
Zur Saison 2018/19 wechselte er nach Zypern zum Zweitligisten Olympiakos Nikosia. Mit Olympiakos konnte er zu Saisonende in die First Division aufsteigen.
Daraufhin kehrte er zur Saison 2019/20 nach Österreich zurück und wechselte zum Zweitligisten Kapfenberger SV, wo er einen bis Juni 2021 laufenden Vertrag erhielt. Nach fünf Einsätzen für die KSV verließ er den Verein im Jänner 2020 und kehrte zu den Amateuren von Rapid zurück. Für diese kam er zu zwei Einsätzen. Zur Saison 2020/21 wechselte er zum FC Marchfeld Donauauen. Für die Niederösterreicher kam er zu acht Regionalligaeinsätzen.
Zur Saison 2021/22 wechselte er zum viertklassigen DSV Leoben. In Leoben kam er insgesamt zu zehn Einsätzen in der Landesliga. Im Jänner 2022 kehrte er in die Ostliga zurück und schloss sich dem FCM Traiskirchen an.